# کشتی تجاری

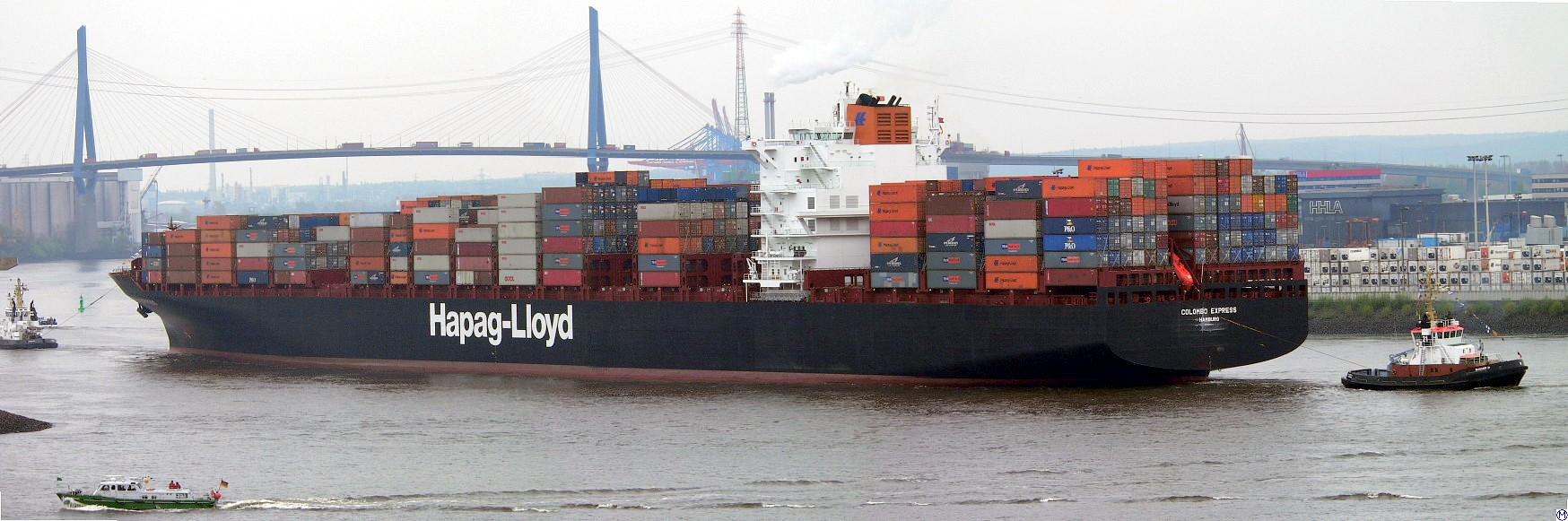
کلومبو اکسپرس یکی از بزرگترین کشتی‌های کانتینری

کشتی تجاری به کشتی‌هایی که به ترابری بار و مسافر می‌پردازند گفته می‌شود. بیشتر کشورهای جهان دارای ناوگان کشتی‌های تجاری هستند. در طول جنگ‌ها از کشتی‌های بازرگانی در راستای کمک نیروی دریایی کمک گرفته می‌شد و از آنها جهت حمل سربازها و ادوات نظامی استفاده می‌شود.

## انواع
کشتی‌های تجاری انواع مختلف دارد که در زیر ذکر می‌گردد:
- کشتی کانتینر بر
- کشتی فله بر (برای بار گیری مواد معدنی و کشاورزی و غلات در ابعاد حجیم)
- کشتی بازرگانی ساحلی
- کشتی بارهای عمومی (برای حمل وسایل مختلف از ورق فولاد تا ماشین آلات یک کارخانه و لوله‌های سیمانی یا فولادی)
- کشتی رو-رو (ترابری خودرو)
- کشتی حمل گاز
- کشتی حمل مواد شیمیایی
- کشتی حمل نفت (کشتی تانکر)
- کشتی حمل مسافر
- کشتی‌های بزرگ ماهی گیری

## ابعاد
طول کشتی‌های تجاری تا ۴۰۰ متر می‌رسد و مقدار بار قابل جابجایی توسط آنها تا ۴۰۰ هزار تن یا ۱۸۰۰۰ کانتینر نیز می‌رسد.
نمونه‌ای از کشتی‌های بزرگ:
- سی‌وایز بزرگ: طول ۴۵۹ متر
- مرسک مک کنی مولر: طول ۴۰۰ متر
- ناو هواپیمابر یواس‌اس اینترپرایز: طول ۳۴۲ متر
- کشتی مسافربری ام‌اس الور آو دسیز: طول ۳۶۰

## خدمه
در هر کشتی تجاری به طور میانگین ۲۰ الی ۳۰ نفر مشغول خدمت می‌باشند که به بخشهای کادر عرشه و کادر موتورخانه و نیروهای مشغول در بخش آشپزخانه و کادر نظافت تقسیم می‌گردند. در سالهای اخیر به دلیل مبارزه با دزدی دریایی و حفاظت از کشتی و خدمه آن تعدادی نیروی نظامی نیز در مناطق پر خطر به خدمه کشتی اضافه می‌شوند.

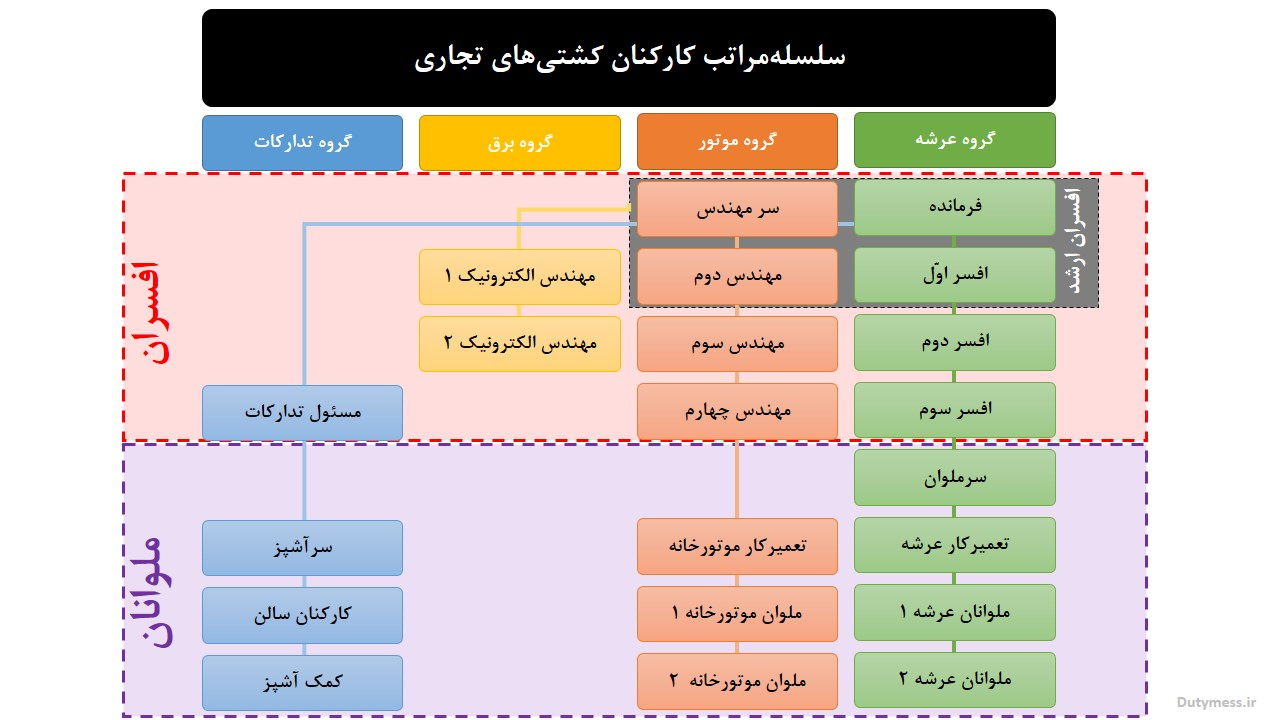
سلسه مراتب و دسته بندی خدمه موجود بر روی کشتی های تجاری

### کادر ناوبری کشتی
- ناخدا (فرمانده کشتی و حافظ منافع مالک کشتی)
- افسر اول کشتی (افسر امنیتی و جانشین فرمانده)
- افسر دوم کشتی
- افسر سوم کشتی

### کادر فنی کشتی(۸ نفر)
- سر مهندس
- مهندس دوم
- مهندس سوم
- مهندس چهارم
- مهندس الکترونیک اول
- مهندس الکترونیک دوم
- مهندس مخابرات و سیستم‌های ماهواره‌ای

### کادرملوانیکشتی (۱۱ الی ۱۲ نفر)
- سرملوان
- تعمیر کار عرشه
- تعمیر کار موتور خانه

### کادر خدماتی کشتی(۴ الی ۵ نفر)
- افسر تدارکات
- سرآشپز کشتی
- دستیار سرآشپز
- پرسنل نظافت و گارسون
- راهنما (پایلوت): در ورودی بنادر ۱ الی ۳ نفر به عنوان راهنمای آن بندر برای ارائه مشاوره تخصصی به کادر ناوبری به کشتی ملحق می‌گردند.

### کادر حفاظتی کشتی (۳ الی ۸ نفر)
سه الی هشت نفر نیروی عملیات ویژه (به همراه ادوات نظامی کامل برای حفاظت از کشتی در آبهای پر خطر به کشتی ملحق می‌شوند)